# Munken Jon
Jon var en  munk fra Irland, der i middelalderen havnede på Bornholm, og ifølge sagnet bosatte sig i den grotte, der i eftertiden har fået navnet Jons Kapel. 